# Eduard Sachau
Eduard Sachau, né le 20 juillet 1845 à Neumünster et mort le 17 septembre 1930 à Berlin, était un orientaliste allemand. Il fut aussi professeur de littérature orientale à Berlin .

## Biographie
Sachau étudie la philologie orientale, en particulier la philologie sémitique, aux universités de Kiel et de Leipzig (entre autres avec Heinrich Leberecht Fleischer). En 1864, il devient membre de la Burschenschaft Teutonia zu Kiel.